# Bernhard Termühlen
Bernhard Termühlen (* 3. Juni 1955 in Münster) ist ein deutscher Unternehmer. Der promovierte Bauingenieur war langjähriges Vorstandsmitglied der MLP AG. Heute betreibt Termühlen neben anderen Unternehmen auch Landwirtschaft im In- und Ausland.

## Leben
Bernhard Termühlen wurde am 3. Juni 1955 in Münster als zweiter Sohn eines Bauunternehmers geboren. Nach dem Abitur studierte er ab 1974 Bauingenieurwesen und Wirtschaftsingenieurwesen an der Rheinisch-Westfälischen Technischen Hochschule Aachen und wurde 1982 zum Dr. Ing. promoviert. Von 1982 bis 1984 war Termühlen als Assistent der Geschäftsleitung bei dem Baukonzern Heitkamp tätig, bevor er 1985 seine Karriere als MLP-Berater in Hamburg begann. Ende 2003 verließ Termühlen das Heidelberger Unternehmen. Seitdem ist er in verschiedenen Branchen als Unternehmer im In- und Ausland tätig.

## MLP
Bernhard Termühlen trat dem Heidelberger Unternehmen MLP 1985 als Kundenberater der Geschäftsstelle Hamburg bei. Im darauf folgenden Jahr übernahm er die Leitung der Geschäftsstelle und wurde 1988 in den Vorstand des Heidelberger Unternehmens berufen, dessen Vorsitz er 1999 übernahm. Unter der Führung Termühlens expandierte das Unternehmen und wurde zu Europas führendem unabhängigen Finanz- und Vermögensberater für Akademiker mit Niederlassungen in Österreich, der Schweiz, den Niederlanden, Großbritannien und Spanien. In der Zeit von 1990 bis 1998 wurde MLP fünfmal von dem Manager-Magazin und der Universität Kiel als „Unternehmen des Jahres“ ausgezeichnet. MLP war von 1997 bis 2010 im MDAX und von 2001 bis 2003 im DAX gelistet.
Im Jahr 2002 erregte MLP nach Anschuldigungen der Falschbilanzierung des Magazins Börse Online öffentliches Interesse. Ende Oktober 2003 trat Termühlen vom Posten des Vorstandsvorsitzenden der MLP AG zurück. Das Magazin Börse Online und die Schutzgemeinschaft der Kapitalanleger warfen der MLP AG Bilanzfälschung vor. Die Staatsanwaltschaft Mannheim nahm Ermittlungen gegen Termühlen und zwei weitere Manager des Unternehmens auf und erhob Anklage. MLP legte mehrere Gutachten von Wissenschaftlern und Finanzexperten vor, die den Vorwurf zurückwiesen. Das Verfahren wurde 2007 vom Landgericht Mannheim wegen rechtlicher Bedenken sowie einem Missverhältnis der zu erwartenden Strafe zur langen Verfahrensdauer gegen Zahlung einer Auflage in Höhe von 100.000 Euro eingestellt, da andere Gerichte in vergleichbaren Fällen bislang nur Geldstrafen verhängt hätten.

## Unternehmerische und sonstige Aktivitäten
Seit 2004 ist Termühlen in Deutschland und im europäischen Ausland in der Land- und Forstwirtschaft sowie in erneuerbaren Energien engagiert. Außerdem ist er Miteigentümer und Beiratsvorsitzender der Fährrederei TT-Line. Er ist seit 2008 am Finanzdienstleister Mayflower Capital AG und seit 2013 auch an der Formaxx AG beteiligt. Er ist Aufsichtsratsvorsitzender beider Unternehmen.
Bernhard Termühlen ist langjähriges Mitglied im Beirat der Barmenia Versicherungen in Wuppertal und Mitglied im Unternehmerbeirat der Risikokapital-Gesellschaft eCapital AG mit Sitz in Münster.
Zudem ist er Gründungskurator und stellvertretender Vorsitzender der Förderstiftung des Universitätsklinikums Schleswig-Holstein. Seit 2015 unterhält er die Termühlen Stiftung Mensch und Natur, welche sich für den Einklang zwischen Mensch und Natur, Ökonomie und Ökologie einsetzt.